# MerXem Classic
La MerXem Classic est une course cycliste sur route féminine se déroulant à Merksem. Elle a lieu depuis 2019, où elle est classée par l'UCI en 1.2. En 2022, elle passe en catégorie 1.1.

## Palmarès
| Année | Vainqueur           | Deuxième         | Troisième        |                  |
| ----- | ------------------- | ---------------- | ---------------- | ---------------- |
| 2019  | Lotte Kopecky       | Charlotte Kool   | Coryn Rivera     |                  |
| 2020  | annulé/abandonné    | annulé/abandonné | annulé/abandonné | annulé/abandonné |
| 2021  | annulé/abandonné    | annulé/abandonné | annulé/abandonné | annulé/abandonné |
| 2022  | Eleonora Gasparrini | Megan Jastrab    | Silvia Persico   |                  |